# Moviment propi

L'estrella de Barnard té el major (les estrelles es mouen) moviment propi de totes les estrelles conegudes. Es mou 10,3 arc segons per any.

En astronomia, s'anomena moviment propi el moviment aparent de les estrelles sobre l'esfera celeste. Va ser descobert en el 1718 per Edmund Halley, quan es va fixar que les posicions de Sírius, Arcturus i Aldebaran s'apartaven més de mig grau de les que mesurà Hiparc aproximadament 1.850 anys abans. S'expressa en graus sexagesimals per unitat de temps; normalment, però, es fa servir el submúltiple de mil·lisegon d'arc/any (mas/a).
A primera vista, les estrelles semblen ocupar una posició fixa sobre l'esfera celeste. Això significa que formarien sempre els mateixos asterismes i que, per exemple, l'Ossa Major tindria exactament la mateixa aparença d'aquí a un segle. Això no és exacte: observacions precises i extenses en el temps mostren que les constel·lacions canvien lentament de forma i que les estrelles es desplacen les unes respecte a les altres. És per això que aquest moviment és qualificat de propi, ja que representa realment el moviment de cadascuna de les estrelles i s'oposa al moviment impropi que afecta les coordenades de totes les estrelles en la mateixa mesura, i és causat pels moviments de precessió dels equinoccis i de nutació de l'eix de rotació de la Terra, així com per l'aberració de la llum. Només el moviment propi correspon a un moviment real de les estrelles.
L'estrella de Barnard té el moviment propi més elevat de totes les estrelles: 10,3 segons d'arc anualment, és a dir, que recorre el cel un angle igual al diàmetre aparent de la Lluna (1/2°) en 180 anys. Un moviment propi elevat és, generalment, una forta indicació de la proximitat de l'estrella en qüestió; per exemple, l'estrella de Barnard és la segona estrella més a prop de nosaltres, si es considera el sistema Alfa Centauri com un conjunt.
Els moviments propis de milions d'estrelles han estat consignats en el catàleg Tycho.
L'any 2005, es va mesurar per primer cop el moviment propi d'una galàxia exterior a la Via Làctia, la galàxia del Triangle.

## Utilitat en astronomia
Les estrelles amb moviment propi gran tendeixen a ser properes; la major part de les estrelles són bastant llunyanes pel que els seus moviments propis semblen ser molt petits, d'ordre unes mil·lèsimes d'arc segons per any. És possible construir mostres quasi completes d'estrelles amb moviment propi alt comparant imatges fotogràfiques del cel preses amb anys de diferència. En el passat, la cerca d'objectes amb alt moviment propi va ser empresa utilitzant comparadors de parpelleig per examinar imatges ocularment, però tècniques modernes com la diferenciació d'imatges ho fan en l'actualitat automàticament reenviant dades d'imatges digitalitzades. Com el biaix de selecció de les mostres de moviment propi alt resultants és ben estès i ben quantificat, és possible usar-les per a construir un cens imparcial de la població estel·lar pròxima. Els estudis d'aquest tipus mostren que la població local d'estrelles consisteix en gran part en estrelles intrínsecament lleugeres, com del tipus nana vermella.

## Història
El moviment propi va ser descobert el 1718 per Edmond Halley, qui va notar que Sirius, Arcturus i Aldebarán estaven més de mig grau desplaçades de les posicions tabulades per l'astrònom grec Hiparco de Nicea aproximadament 1850 anys abans.
En una investigació publicada el 2005, es va fer la primera mesura del moviment propi d'una galàxia (Triangulum).

## Estrelles amb un alt moviment propi
Les següents són estrelles amb el moviment propi més alt del catàleg Hipparcos. No inclou estrelles com l'estrella de Teegarden, massa dèbil per figurar en aquest catàleg.

Moviment propi de 61 Cygni mostrant la seva posició amb intervals d'un any.

1. Estrella de Barnard
2. Estrella de Kapteyn
3. Groombridge 1830
4. Lacaille 9352
5. CD -37 15492 (Gliese 1)
6. HIP 67593
7. 61 Cygni A & B
8. Lalande 21185
9. Épsilon Indi
10. Gliese 412